# 뉴로
뉴로(Nuro)는 캘리포니아 마운틴 뷰에 위치한 자율주행 배송 로봇을 제조하는 회사이다. Jiajun Zhu와 Dave Ferguson이 창업하였다.

## 역사
Jiajun Zhu는 구글의 자율 주행 자동차 프로젝트 웨이모의 창단 멤버였다. David Ferguson은 미국방위고등연구계획국 주최의 DARPA Urban Challenge에서 카네기 멜런 대학교 팀의 승리를 이끌었으며 구글의 자율 주행 자동차 프로젝트의 엔지니어였다.
둘은 2016년 9월에 뉴로를 창립하였다. Greylock Partners와 Gaorong Capital로부터 9천2백만 달러 (약 110억원) 투자를 유치하였다.
2019년 2월 뉴로는 소프트뱅크로부터 9억4천만 달러(약 1.1조원)의 투자를 유치하였고, 이로 인해 27억 달러(약 3.2조원)의 가치평가를 받았다.